# Philipp Orth der Jüngere
Philipp Orth der Jüngere (* 16. Februar 1567 in Heilbronn; † 13. Januar 1622 ebenda) war von 1614 bis 1622 Bürgermeister von Heilbronn.

## Leben
Der älteste Sohn des wohlhabenden Heilbronner Kaufmanns und Bürgermeisters Philipp Orth (1534–1603) besuchte die Heilbronner Lateinschule und ab 1580 das Gymnasium in Ulm. 1583 studierte er in Heidelberg, 1584 besuchte er eine Schule in Köln, wo er die französische Sprache und kaufmännisches Rechnen erlernte. Danach trat er in das Unternehmen des Vaters ein und besorgte den Wareneinkauf in Norddeutschland, zumeist in Hamburg. 1589 führte ihn eine Reise nach London. Nach seiner Heirat im Jahr 1592 ließ er sich in Heilbronn nieder, wo die Familie den Hauptsitz ihres Handelshauses sowie ein Seegut besaß. In den Folgejahren unternahm er, zumeist im Anschluss an Messebesuche, weitere ausgedehnte Reisen.
Nach dem Tod des Vaters 1603 übernahm er mit seinen drei nächstjüngeren Brüdern das väterliche Handelshaus, wobei ihm die Geschäftsführung zufiel. Als Nachfolger seines Vaters gehörte er ab 1603 dem kleinen, inneren Rat („von den burgern“) an und war ab 1606 Steuerherr. Als Vertreter Heilbronns war er auf verschiedenen diplomatischen Missionen, u. a. 1609 in Schwäbisch Hall bei der Tagung der protestantischen Union. Ab 1614 war er Bürgermeister von Heilbronn. Gleichzeitig wurde er Vogt des reichsstädtischen Dorfes Neckargartach, mit dem er 1615 vom württembergischen Herzog belehnt wurde.
Im Nebenamt war Philipp Orth d. J. noch Spitalpfleger und Pfleger des Karmeliterklosters sowie Baumeister. In diesen Ämtern hat er sich für die Spitalkirche, die mit einer Fassade der Renaissance gegen den Neckar ausgerichtet und den Heiligen Katharina und Elisabeth (später der Dreifaltigkeit) gewidmet war, verdient gemacht, als er bei der Restaurierung der Kirche des Katharinenspitals um 1620 eine neue Kanzel und Sitzbänke gestiftet hat.
Im Alter plagte ihn die Gicht, so dass er seit 1615 im Winter überhaupt nicht mehr ausging und in seinen Amtsmonaten als Bürgermeister den kurzen Weg von seinem Haus bei der Kilianskirche bis zum nahen Rathaus nur zu Pferd zurück legte. Er starb 1622 an einem Schlaganfall.
Er hinterließ keine männlichen Nachkommen. Sein Handelshaus wurde von den Erben wohl während der unsicheren Zeiten des Dreißigjährigen Krieges aufgegeben. Sein Seegut im Osten von Heilbronn kam über die spätere Hochzeit seiner Witwe an den Heilbronner Bürgermeister Johann Georg Spitzer, der es an die Familie Trapp verkaufte, nach der das Seegut heute noch Trappensee heißt.

## Familie
Philipp der Jüngere war in erster Ehe mit Anna Imlin († 1607), der Tochter von Clement Imlin, verheiratet und hatte mit ihr zwei Töchter: Maria und Margarete sowie einen jung gestorbenen Sohn Philipp. In zweiter Ehe war er ab 1610 mit Anna Maria Ans verheiratet. Dieser Ehe entstammte die Tochter Magdalena.